# 심폐소생술

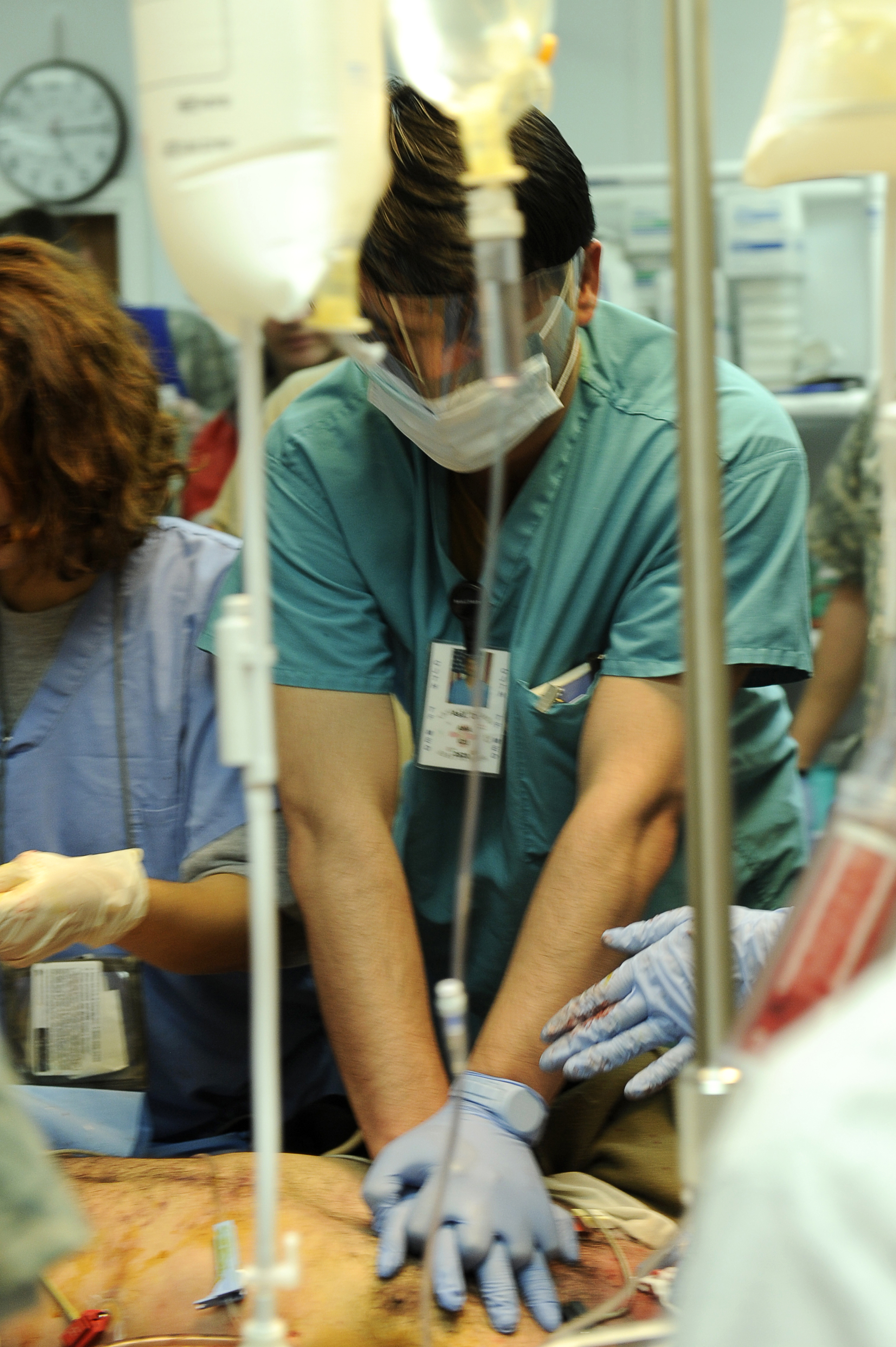
아프가니스탄에서 심폐소생술을 실시중인 의사

심폐소생술(心肺蘇生術, 영어: cardiopulmonary resuscitation, CPR)은 심장의 기능이 정지하거나 호흡이 멈추었을 때 사용하는 응급처치이다. 심장마비의 경우 신속히 조치하지 않을시 사망하거나 심각한 뇌손상을 입을 수 있으므로, 환자를 처음 발견한 목격자가 신속히 심폐소생술을 실시하는 것이 매우 중요하다. 이에 따라 각국에서는 일반인들을 대상으로 심폐소생술을 교육하고 있으며, 필요한 행동수칙들을 정리하여 배포하고 있다.

## 목적
심정지는 갑작스럽게 일어나며 환자 스스로 구조요청을 할 수가 없다. 또한 심정지 발생으로부터 4-5분이 지나면 뇌손상이 시작되기 때문에 목격자의 신속한 응급처치가 필수적이다. 통상 제세동이 1분 지연될 때마다 생존율이 7-10% 감소하지만, 심폐소생술을 실시할 시 1분당 2.5-5% 감소한다. 또한 목격자가 심폐소생술을 실시했을 때 생존율이 실시하지 않았을 때 생존율의 2-3배에 이른다.

## 나라별 현황

### 대한민국

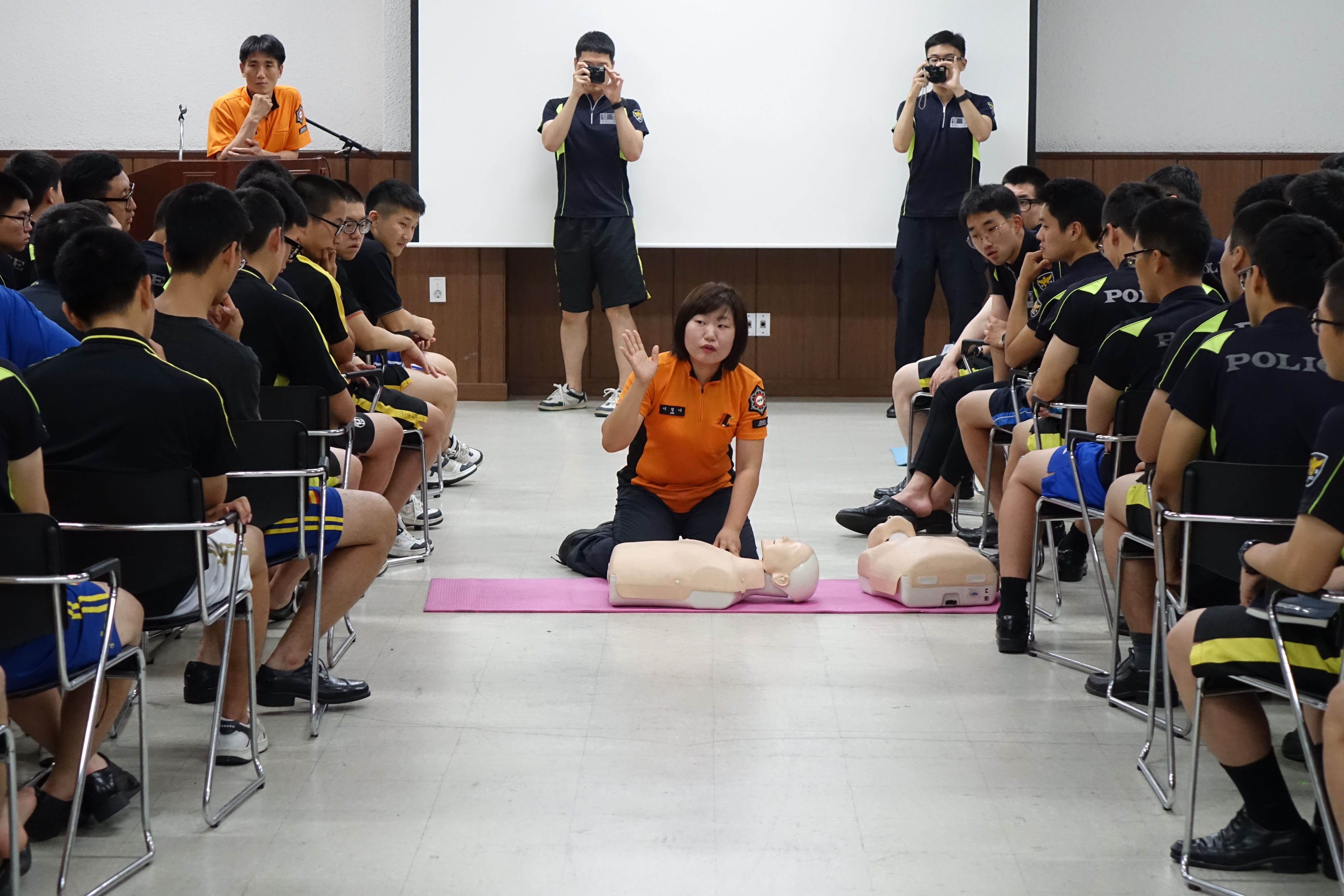
강서 42기동대 심폐소생술 교육, 2015년

대한민국에서 심폐소생술 시행률은 외국에 비해 그다지 높지 않다. 2010년 통계에 의하면 대한민국에서의 일반인 심폐소생술 시행률은 3.1%로, 미국의 37.4%(2011년 통계)에 비해 매우 낮은 수치이다. 이에 따라 대한민국에서 급성 심정지 환자의 병원 이송시 생존해서 입원했지만 사망은 9.9%, 생존해서 입원해서 퇴원은 3.0%에 불과하고 특히 뇌기능이 정상적인 비율은 0.9% 뿐이었다. 반면 미국의 경우에는 생존입원은 26.4%, 생존퇴원은 10.3%, 정상 뇌기능 비율은 7.7%였다. 대한민국에서 구급대가 4분 이내에 도착하는 비율은 8.9%, 환자를 8분 안에 병원까지 이송하는 비율은 0.7%에 불과하기 때문에 구급대가 도착하기 전 일반인의 심폐소생술에 대한 필요성이 있다.

## 원리
만일 심정지가 발생했을 때 인간의 몸은 다음 3단계를 따라 변화한다. 첫 번째 단계는 초기 4-5분사이로 특별한 조직 손상이 없으며 이 시기에 적절한 응급 치료를 하면 회복될 수 있다. 다음 단계는 4-5분에서 10분 사이로 조직 속 산소가 급격히 소모되며 손상이 일어난다. 이 시기에는 심폐소생술을 통해 혈액을 순환시켜 조직에 산소를 공급하는 응급조치가 취해져야 한다. 마지막으로 10분이 넘으면 조직 손상이 심각해지며 아직까지 이 시기에 대한 효과적인 치료법은 없다.
심폐소생술은 1, 2단계에서 효과적인 응급처치법이다. 외부에서 압박을 가해 심장을 압축시켜 강제적으로 피를 순환시킴으로써 조직에 산소를 계속적으로 공급해 조직 손상을 막고 다음 단계의 치료가 가능해질 때까지 환자의 상태를 유지시킬 수 있다. 일반적으로 심폐소생술 다음 조치는 자동 제세동기(AED)를 이용한 제세동이 신속성 면에서 효과적이다.
가슴압박에 의한 혈액순환기전으로 제시되고 있는 이론에는 심장펌프이론(cardiac pump theory)과 흉강펌프이론(thoracic pump mechanism)이 있다. 심장펌프이론은 가슴을 압박하면 흉골과 척추사이의 가장 큰 장기인 심장이 압박이 되고, 특히 심실이 압박됨으로써 심실 내 압력이 증가되어 순환이 이루진다는 이론이다. 흉강펌프이론은 가슴을 압박하면 흉강 내 압력이 상승되면서 상승된 흉강내압과 흉강외압의 차이에 의하여 순환이 이루어진다는 이론이다.

## 방법
심폐소생술의 구체적인 방법에 대한 가이드라인은 대부분 심폐소생술 국제연락위원회(International Liaison Committee on Resuscitation, ILCOR)의 총의를 기본으로 하여 거의 동일하게 적용하지만 각국의 상황에 맞춰 세부 내용이 조금씩 다른 경우가 있다. 다음은 미국심장협회(American Heart Association, AHA)의 가이드라인, 대한민국 소방방재청의 교육내용을 요약한 것이다.

### 성인심폐소생술
1. 대상자의 상태(호흡, 맥박, 의식 등)를 살핀다.
2. 응급 대응 체계를 활성화한다.(응급의료기관에 신고 등)
3. 자동 제세동기(AED)가 근처에 있을 경우 즉시 사용하고, 근처에 없다면 대상자의 고개를 뒤로 젖혀 기도를 확보한 후 흉부 압박을 시작한다.
4. 제세동기를 가져올 때까지 흉부 압박을 지속한다.
5. 제세동기를 사용한 후 즉시 흉부 압박을 재실시한다. 제세동기는 2분마다 주기적으로 반복하여 작동시킨다. 제세동기가 없을 경우 흉부 압박을 지속한다.
6. 구급대원 혹은 의료진이 도착 할 때까지 5번을 반복 시행한다.

### 영아, 소아심폐소생술
영아, 소아(0세 ~ 8세)의 심폐소생술 순서는 다음과 같다. 단, 체격에 따른 구분이며, 8세 아동이라 하여도 체격이 큰 경우 성인심폐소생술과 같은 방법으로 실시한다.
1. 응급의료기관에 신고한다.
2. 환아의 의식을 확인한다
3. 자동 제세동기(AED)가 근처에 있을 경우 즉시 사용하되, 소아용 전극이 없는 경우 사용하지 않는다. 7번을 실시한다. 근처에 없다면 바로 가슴 압박을 실시한다.
4. 심폐소생술을 교육받지 않았을 경우 제세동기를 가져올 때까지 가슴 압박을 계속한다. 교육받았다면 가슴압박 30회 실시 후 대상자의 고개를 뒤로 젖혀 기도를 유지한다. 단, 영아는 고개를 젖히지 않는다.
5. 대상자의 코를 막고 입을 통해 인공 호흡을 2회 실시한다. 영아의 경우 코를 막지 않고 시술자의 입으로 환아의 코와 입을 모두 덮어 숨을 불어넣는다.
6. 4, 5번을 제세동기를 가져올 때까지 계속한다.
7. 제세동기를 사용한 후 즉시 4, 5, 6번을 실시한다. 제세동기는 2분마다 계속해서 작동시킨다.

### 호흡 확인
심정지로 의심되는 대상자가 있으면 먼저 주변이 안전한지 확인한 후 환자에게 다가가 상태를 확인한다. 먼저 어깨를 두드리면서 말을 걸어서 반응이 있는지 확인한다. 몸을 흔들면 목뼈가 부러질 수 있어서 위험하다. 만약 반응이 없다면 대상자의 호흡을 확인한다. 만약 사전에 심폐소생술 교육을 받지 못했다면 응급의료기관에 신고하여 지시에 따라 호흡을 확인한다. 만약 대상자가 호흡이 없거나 헐떡거리는 등 비정상적인 호흡을 보이면 심정지 상태로 보고 즉시 응급 대응 체계를 활성화한다.

### 응급 대응 체계 활성화
대상자가 심정지 상태임을 인지하면 응급의료체계(예: 119)에 신고한다. 이 때 상담원에게 환자 발생 장소와 상황, 환자의 숫자와 상태, 필요한 도움 등을 대답할 수 있어야 한다. 또한 교육을 받지 못했다면 상담원의 지시에 따를 준비를 해야 하며, 따로 지시가 있을 때까지 전화를 끊지 말아야 한다. 만약 다른 사람이 있다면 한명이 즉시 가슴압박을 실시하는 동안 다른 사람이 응급의료체계에 신고해야 한다. 근처에 자동 제세동기가 있을 경우 가능한 한 우선적으로 가져와서 사용해야 하며, 만약 다른 사람이 있다면 역시 한명은 바로 가슴압박을 실시하고 다른 사람은 신고를 마친 후 즉시 자동 제세동기를 가져와서 사용해야 한다.

### 흉부압박
먼저 가능하면 환자를 단단한 바닥에 눕혀야 한다. 성인심폐소생술의 경우 한쪽 손을 손바닥 아래쪽 부분을 이용해 환자 가슴의 정중앙, 정확히는 흉골 아래쪽 절반에 두고, 반대편 손을 평행하게 위에 올린다. 소아심폐소생술의 경우 주로 사용하는 한 손의 손바닥 아랫 부분을 환아 가슴의 정중앙에 둔다. 영아심폐소생술의 경우 주로 사용하는 한 손의 두 손가락(검지와 중지, 또는 중지와 약지)를 환아 가슴의 정 중앙에 둔다. 가슴을 압박할 때는 약 5 cm 정도 들어가도록 힘을 주고, 힘을 주는 사이사이마다 확실하게 본래 위치까지 되돌아오도록 힘을 빼야 한다. 아예 손바닥이 가슴에서 살짝 들릴 정도로 확실하게 되올리는 것이 도움이 된다. 적어도 분당 100회~120회 정도의 속도로 압박을 가해야 하며, 할 수 있는 한 지속적으로 가슴 압박을 멈추지 말고 계속해야 한다. 따라서 맥박 확인이나 인공 호흡 등의 시간은 10초 이내로 하고 계속해서 가슴 압박을 실시해야 한다. 또한 심폐소생술을 혼자서 지속적으로 하는 경우 빠르게 가슴압박의 깊이가 얕아지고 속도가 줄기 때문에, 가급적이면 2명 이상이 2분씩 교대로 압박을 시행하는 것이 좋다. 물론 교대 중에 가슴압박이 멈추는 시간 5초 이내로 해야 한다.
만일 교육을 받지 못했다면 다음 단계인 기도 유지 및 인공 호흡을 실시하는 것보다는 계속해서 가슴 압박을 하는 것이 낫다. 가슴압박 소생술(hands-only CPR)이라는 이름이 붙여진 이 방법은 심정지 초기에는 기존의 방법과 거의 같은 효과를 낼 수 있고, 몇몇 경우에는 가슴압박 소생술이 기존의 방법보다 더 생존율이 높은 경우도 있다. 다만 질식성 심정지를 포함한 몇몇 경우의 심정지에서는 인공호흡이 필수적이므로 가능하면 숙련된 인원은 심폐소생술 시행시 인공호흡을 같이 실시하는 것이 좋다.

### 기도 유지
심폐소생술을 교육받았고 인공호흡을 할 자신이 있다면 먼저 기도 유지를 해야 한다. 한쪽 손으로 환자의 이마를 누르면서 다른 손으로 턱 끝을 들어올려 머리가 뒤로 젖혀지도록 해야 한다. 단, 경추 손상이 의심되는 경우 이마를 누르지 말고 턱만 들어올리는 하악거상법을 사용한다. 영아의 경우 턱 끝을 들어올리는 것은 기도를 오히려 막게 되므로, 환아의 머리를 보통때의 상태로 유지하여야 한다.

### 인공 호흡
환자의 심정지가 음독, 전염병으로 인한 것이거나 명확한 원인을 알 수 없는 경우 접촉에 의한 전염이나 중독을 방지하기 위해 심폐소생술을 교육받은 경우에도 인공 호흡은 실시하지 않는다. 심정지의 원인이 음독, 전염병이 아니거나 환자와 접촉을 하더라도 구조자의 안전에 문제가 없는 것을 확인한 이후 인공호흡을 실시한다. 기도 유지 상태에서 코를 손으로 막고 입을 환자의 입과 밀착시켜 공기가 새지 않도록 한다. 숨을 불어넣을 때는 깊게 불어넣지 말고 평소 숨 쉴때처럼 불어넣고, 불어넣은 공기로 인해 환자의 가슴이 부풀어오르는 것이 보일 정도로 불어넣는다. 불어넣는 시간은 1초 정도로 한다. 이러한 인공호흡을 2회 실시한다. 환자의 가슴이 부풀지 않았다 하여도 인공 호흡은 2회를 초과하지 않는다.

## 미실시 및 중단 기준
다음 몇 가지 경우에는 심폐소생술을 실시하지 않거나, 중간에 그만둘 수 있다.

### 미실시 기준
- 심폐소생술을 실시하려는 시행자에게 심각한 부상이나 사망 가능성이 높은 상황
- 확실하게 소생 불가능한 사망의 임상적인 징후(사후경직, 시반, 참수, 신체절단, 부패 등)
- 심폐소생술 거부할 상황

### 중단 기준
다음은 성인 환자의 경우에만 적용된다. 아직 신생아나 소아의 경우에는 아직 명확한 지침이 없다.
- 효과적이고 지속적인 순환 회복
- 전문 구급대에게 환자를 인계한 경우
- 심폐소생술 시행자가 지치거나, 위험에 빠지거나, 다른 사람들을 위험하게 하여 더 이상 심폐소생술을 지속할 수 없는 경우
- 소생 가능성이 없고 확실하게 사망하기 전

## 2015년 지침
미국 심장학회에서는 보통 5년 마다 새로운 심폐소생술 지침을 발표한다. 보통 유럽의 심장학회나 응급의학학회 등과 협동으로 지침을 발표하고 있으며 2015년 10월 새로운 지침을 발표하였다. 2010년 지침과 비교하여 달라진 점을 몇 가지 언급하면 다음과 같다.
- 2010년과 큰 차이는 없다. 다시 한번 더 일반인 구조자의 적극적인 흉부 압박을 더욱 강조하였다.
- 흉부압박 횟수 100-120회/분당 120회 이상 하게 되면 압박의 깊이가 깊지 않아 비효율적이므로
- 흉부압박 깊이는 2인치 이상, 2.4인치 이하 (5cm 이상 6cm 이하)
- 병원전 심정지와 병원내 심정지의 생존의 고리를 분리하여 각각 설정하였다.
- IHCA 병원내 심정지 생존의 고리 : 감시 및 예방-심정지 상태 인지 및 응급의료체계 가동-올바른 심폐소생술 즉시 실행-신속한 제세동-전문소생술 및 심정지 후 처치
- OHCA 병원 밖 심정지 생존의 고리 : 심정지 상태 인지 및 응급의료체계 가동-올바른 심폐소생술 즉시 실행-신속한 제세동- 기본및 전문 응급의료 서비스-전문소생술 및 심정지 후 처치
- 흉부압박 위치는 흉골 하단 1/2이다.
- SNS, 모바일, 즉 휴대폰을 이용한 연락 체계 이용을 권장함.
- 전화상담원이 심폐소생술 필요 여부 판단하여 구조자에게 지침을 제공하도록 강조
- 1인 구조자는 인공호흡전에 흉부압박을 하도록 확정, 압박과 인공호흡의 비는 30:2이다. 1인 구조자의 경우.
- 아편계 약물 중독이 의심되면 일반인 구조자도 날록손(Naloxone, 브랜드명 Narcan)을 투여할 수 있다.

## 같이 보기
- 기본구급법(BLS)
- 전문심폐소생술(ACLS, en:Advanced cardiac life support)
- 심폐소생술 거부(DNR)
- 심장충격기(AED, 자동제세동기)
- 골든 아워